# Hermenegildo Atienza
Hermenegildo Atienza (Malate, 21 april 1909 – ?) was een Filipijns politicus. Atienza was burgemeester van Manilla toen de stad door de Amerikanen bevrijd werd. Na de oorlog was hij enkele jaren lid van het Filipijns Huis van Afgevaardigden.

## Biografie
Hermenegildo Atienza werd geboren op 21 april 1909 in het district Malate in de Filipijnse hoofdstad Manilla. Hij studeerde aan de University of the Philippines en behaalde daar zijn Bachelor-diploma rechten. In 1932 slaagde hij bovendien als beste van zijn jaargang voor het toelatingsexamen van de Filipijnse balie. Atienza was van 1934 tot 1940 enkele termijnen lid van de stadsraad van Manilla. Tijdens de bezettingsjaren sloot hij zich aan bij het verzet. Hij zat enige tijd gevangen in Fort Santiago en later in Muntinlupa, waar hij werd bevrijd door guerrillastrijders. In juli 1944 werd hij door generaal Douglas MacArthur benoemd tot (militair) burgemeester van de stad. Hij bekleedde deze functie van 18 juli 1944 tot 18 juli 1945.
Bij de verkiezingen van 1946 werd Atienza namens het tweede kiesdistrict van Manilla gekozen in het Filipijns Huis van Afgevaardigden. In 1949 werd hij herkozen in het huis, ditmaal namens het vierde kiesdistrict. In 1952 verloor hij echter zijn zetel alsnog, nadat Gavino Viola Fernando met succes protest aantekende tegen de verkiezingsuitslag.
Vele jaren na het burgemeesterschap van Atienza was ook zijn neefje, Lito Atienza, een zoon van zijn broer Jose Atienza sr., burgemeester van de stad.